# Зак Зімек
Зак Зімек (23 лютого 1993 , Айтаска, Іллінойс ) — американський легкоатлет, що спеціалізується на багатоборстві, призер чемпіонату світу.

## Кар'єра
| Рік             | Змагання                     | Місце проведення           | Місце           | Дисципліна      | Результат       | Примітки        |
| Представник США | Представник США              | Представник США            | Представник США | Представник США | Представник США | Представник США |
| --------------- | ---------------------------- | -------------------------- | --------------- | --------------- | --------------- | --------------- |
| 2015            | Чемпіонат світу              | Пекін, Китай               | 15              | десятиборство   | 8006            |                 |
| 2016            | Олімпійські ігри             | Ріо-де-Жанейро, Бразилія   | 7               | десятиборство   | 8392            |                 |
| 2017            | Чемпіонат світу              | Лондон, Велика Британія    | —               | десятиборство   | DNF             |                 |
| 2018            | Чемпіонат світу в приміщенні | Бірмінгем, Велика Британія | 6               | семиборство     | 5941            |                 |
| 2021            | Олімпійські ігри             | Токіо, Японія              | 6               | десятиборство   | 8435            |                 |
| 2022            | Чемпіонат світу              | Юджин, США                 | 3               | десятиборство   | 8767            | PB              |